# フランシス・ロングスタッフ
フランシス・ロングスタッフは、アメリカの教育者であり、数理ファイナンスのパイオニアである。
保険と金融のAllstate ProfessorとしてUCLAで働いている。

## 研究対象
- 債券市場 (fixed income market)
- 期間構造 (term structure)
- デリバティブ (derivatives)
- 信用リスク (credit risk)
- 金融工学 (computational finance)
- 市場における裁定取引の役割 (the role of arbitrage in financial markets)

## 有名な業績
- ロングスタッフ-シュワルツモデル
- ロングスタッフ-シュワルツ手法
  - (モンテカルロシミュレーションによるアメリカンオプションの価格決定)

## 略歴
- 1995-1998年に、ソロモンブラザーズで債券デリバティブ研究のヘッドを務めていた。
- シカゴ商品取引所の研究部門で働いていた。
- デロイトトーマツで経営コンサルトをしていた。
- 全米経済研究所で研究員をしていた。

## 学歴
- 1987年にシカゴ大学経営大学院で博士課程を取得。
- 1979年にB.A. Finance、1982年にB.A. Accounting、1980年にMBAをユタ大学で取得。
- 米国公認会計士でもある。
- 公認証券アナリストの資格も持っている。

## その他
- 70を超える研究及び専門記事を世に出している。
- Michael Brennan賞を受賞している。